# Petrogale persephone
Petrogale persephone — вид родини Кенгурових. Етимологія: вид названо за назвою містечка Просерпайн у Квінсленді, біля якого був зібраний голотип.

## Поширення
Проживає на невеликій площі на східному узбережжі Австралії, в Квінсленді. Населяє виходи скельних порід і стрімчаки в напівлистяних сухих лісах оповитих виткими рослинами. Також використовує трав'янисті райони прилеглих рідколісь для пошуку їжі в сухі місяці року. Веде нічний спосіб життя і зазвичай зустрічаються між тріщинами скель і в печерах протягом дня.

## Опис
Колір поверхні тіла темно-сірий з легким бузковим відтінком. Зворотні сторони вух від темно-коричневого до чорного кольору. Груди і черево від світло-сірого до брудно-кремового кольору. Хвіст довгий і в основному чорного кольору з насичено-рудо-коричневою основою, спинна поверхня хвоста світліша. Як і у всіх інших представників цього роду, пазурі на задніх ногах зводяться до коротких товстих гачків і підошви задніх стоп мають товсті м'ясисті подушечки, які допомагають зчепленню з дорогою, коли тварина рухається по скелям. Попередні дані показують, що листя опале з дерев становить приблизно 60% раціону цього виду, а трави, лоза, папороті і гриби, доповнюють раціон. У посушливі періоди P. persephone переходить на узлісся й пасеться на травах, таких як Panicum maximum. Вагітність триває 30–34 діб. Вигодовування молоком триває 300–350 діб. Статева зрілість у самиць настає на 21 місяць, у самців на 25 місяць. Вага 5–8 кг. Вони можуть жити протягом 7-10 років у середньому в дикій природі. Диплоїдний набір хромосом, 2n=22.

## Загрози та охорона
Чисельність зменшується в основному за рахунок втрати середовища проживання, а також близькості населених пунктів, що веде до смертності від хижацтва домашніх собак і дорожніх вбивств. Присутній у чотирьох природоохоронних територіях: Національний Парк Конвей, Національний Парк Дряндер, Національний Парк Острів Глостер і Державний Ліс Просерпайн.